# Ластохвосты
Ластохвосты (лат. Hydrophis) — род змей из подсемейства морских змей. В состав рода включают 48 видов.
Общая длина представителей этого рода колеблется от 80 см до 2,75 м. Голова большая. Туловище очень толстое. Хвост плоский, довольно короткий, напоминает ласты. Окраска коричневая, чёрная, бурая, желтоватая с многочисленными пятнами различной величины и формы.
Обитают в водах Индийского океана и западных районах Тихого океана.
Предпочитают морские воды, где проводят всю жизнь. Питаются рыбой и моллюсками.
Яд достаточно опасен для человека.
Это яйцеживородящие змеи. Самки рождают до 7 детёнышей.

## Виды
- Hydrophis atriceps Gunther, 1864 — Черноголовый ластохвост
- Hydrophis belcheri Gray, 1849
- Hydrophis bituberculatus Peters, 1873 — Ластохвост Петерса
- Hydrophis brookii Gunther, 1872
- Hydrophis caerulescens Shaw, 1802 — Голубой ластохвост
- Hydrophis cantoris Gunther, 1864
- Hydrophis coggeri Kharin, 1984
- Hydrophis curtus Shaw, 1802
- Hydrophis cyanocinctus Daudin, 1803
- Hydrophis czeblukovi Kharin, 1984
- Hydrophis donaldi UKUWELA, SANDERS & FRY, 2012
- Hydrophis elegans Gray, 1842 — Изящный ластохвост
- Hydrophis fasciatus Schneider, 1799 — Ленточный ластохвост
- Hydrophis gracilis (Shaw, 1802)
- Hydrophis hardwickii Gray, 1834
- Hydrophis hendersoni Boulenger, 1903
- Hydrophis inornatus Gray, 1849 — Неокрашенный ластохвост
- Hydrophis jerdonii Gray, 1849
- Hydrophis kingii Boulenger, 1896
- Hydrophis klossi Boulenger, 1912
- Hydrophis laboutei Rasmussen & ineich, 2000
- Hydrophis lamberti Smith, 1917
- Hydrophis lapemoides Gray, 1849
- Hydrophis macdowelli Kharin, 1983
- Hydrophis major Shaw, 1802
- Hydrophis mamillaris Daudin, 1803
- Hydrophis melanocephalus Gray, 1849
- Hydrophis melanosoma Gunther, 1864
- Hydrophis nigrocinctus Daudin, 1803
- Hydrophis obscurus Daudin, 1803
- Hydrophis ornatus Gray, 1842 — Украшенный ластохвост
- Hydrophis pachycercos Fischer, 1855
- Hydrophis pacificus Boulenger, 1896
- Hydrophis parviceps Smith, 1935
- Hydrophis peronii DUMÉRIL, 1853
- Hydrophis platurus Linnaeus, 1766 — Двухцветная пеламида, или желтобрюхая пеламида
- Hydrophis schistosus Daudin, 1803
- Hydrophis semperi Garman, 1881 — Лусонский ластохвост
- Hydrophis sibauensis Rasmussen, Auliya & Böhme, 2001
- Hydrophis spiralis (Shaw, 1802) — Спиральный ластохвост
- Hydrophis stokesii Gray, 1846
- Hydrophis stricticollis Gunther, 1864
- Hydrophis torquatus Gunther, 1864
- Hydrophis viperinus Schmidt, 1852
- Hydrophis vorisi Kharin, 1984
- Hydrophis zweifeli Kharin, 1985